# Колибаївська сільська громада
Колибаївська сільська об'єднана територіальна громада — колишня об'єднана територіальна громада в Україні, в Кам'янець-Подільському районі Хмельницької області. Адміністративний центр — село Колибаївка.
Площа громади — 70,02 км², населення — 4692 мешканці (2018).
Утворена 13 серпня 2015 року шляхом об'єднання Колибаївської та Ходоровецької сільських рад Кам'янець-Подільського району.
29 квітня 2020 року Кабінет Міністрів України затвердив перспективний план формування територій громад Хмельницької області, в якому Колибаївська ОТГ відсутня, а Колибаївська та Ходоровецька сільські ради включені до Кам'янець-Подільської ОТГ.

## Населені пункти
До складу громади входять 7 сіл:
| Село              | Населення (2015) |
| ----------------- | ---------------- |
| Колибаївка        | 1834             |
| Смотрич           | 1379             |
| Ходорівці         | 775              |
| Острівчани        | 647              |
| Княгинин          | 587              |
| Вільховець        | 240              |
| Червона Чагарівка | 149              |

## Символіка
Затверджена 15 червня 2018 року рішенням № 10 XXVI сесії сільської ради VII скликання. Автори — В. М. Напиткін, К. М. Богатов.

### Герб
В червоному щиті золотий горщик із червоним трипільським візерунком, супроводжуваний вгорі і внизу двома золотими балками у вигляді трипільського візерунку. Щит вписаний у декоративний картуш і увінчаний золотою сільською короною ОТГ. Унизу картуша напис «КОЛИБАЇВСЬКА ОТГ».
Візерунок — символ давнього заселення місцевості, на території якої знаходиться сучасна громада.

### Прапор
Квадратне полотнище поділене горизонтально на 5 смуг — червону, жовту у вигляді трипільського візерунка, червону, жовту у вигляді трипільського візерунка і червону, у співвідношенні 1:3:12:3:1. У центрі середньої смуги жовтий трипільський горщик з червоним візерунком.